# Leonhardskirche (Langenau)

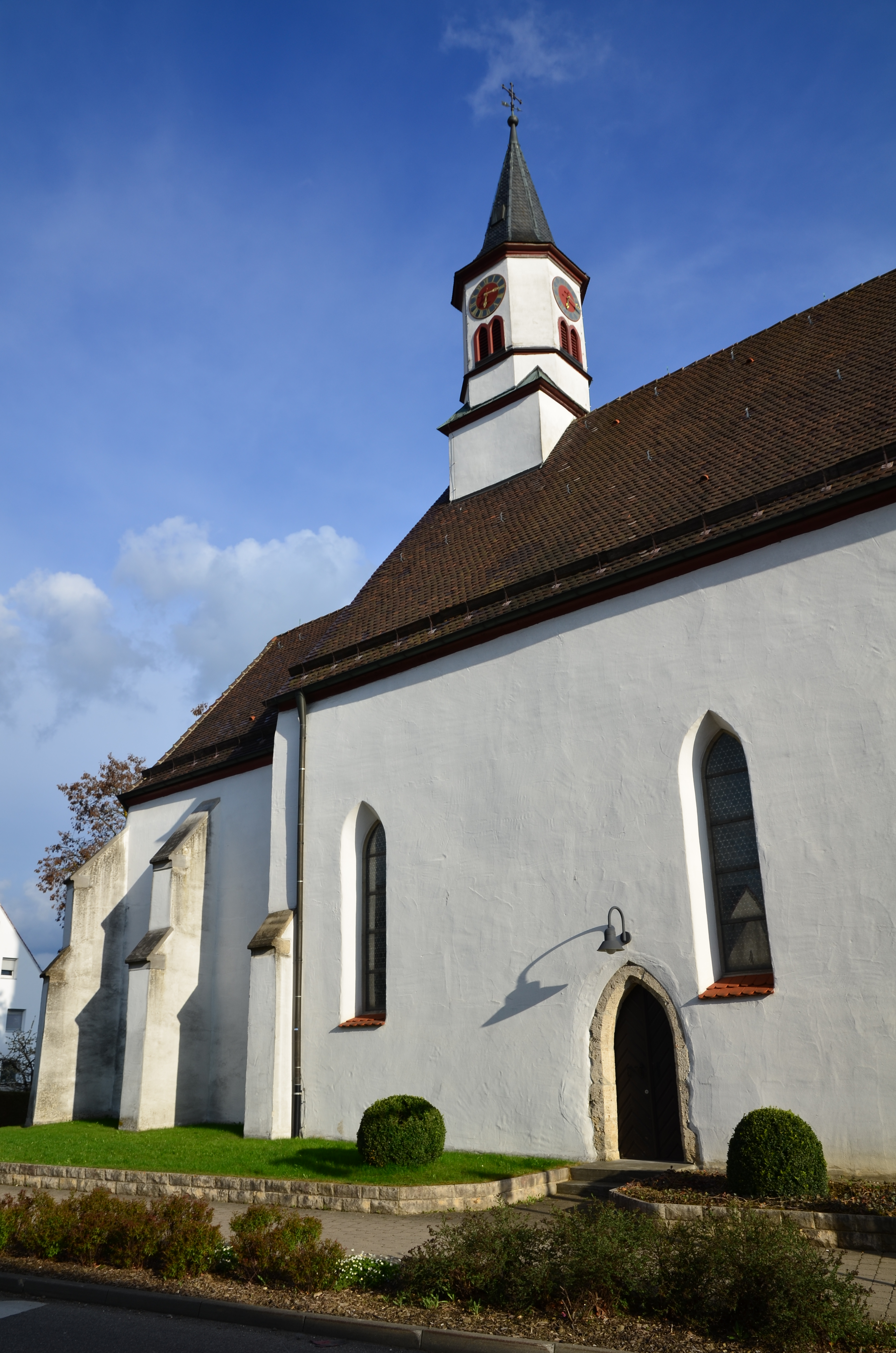
Leonhardskirche in Langenau

Die evangelische Leonhardskirche steht in Langenau, einer Stadt im Alb-Donau-Kreis in Baden-Württemberg. Die Kirchengemeinde gehört zum Kirchenbezirk Ulm in der Evangelischen Landeskirche in Württemberg. Das Bauwerk ist beim Landesamt für Denkmalpflege Baden-Württemberg als Baudenkmal eingetragen.

## Beschreibung
Die Saalkirche stammt im Kern aus dem 15. Jahrhundert. Sie besteht aus einem Langhaus und einem eingezogenen Chor mit Fünfachtelschluss im Osten, der von Strebepfeilern gestützt wird. Die Fassade an der Westseite wurde 1883 unter August Beyer neugotisch gestaltet. Außerdem wurde dem Satteldach des Langhauses im Osten ein Dachreiter aufgesetzt, dessen achteckiges Geschoss die Turmuhr und den Glockenstuhl beherbergt. 1909 wurden die Sakristei an der Südwand es Chors und ein Treppenturm in der Ecke zum Langhaus angebaut. 
Der Innenraum wurde 1754 mit Stuck verziert. Die Kanzel und das Chorgestühl stammen von 1612. Die Orgel wurde 1976 als Opus 954 von der Giengener Orgelmanufaktur Gebr. Link errichtet. Sie umfasst neun Register auf zwei Manualen und Pedal.